# Sveta Ema
 Ovo je glavno značenje pojma Sveta Ema. Za sveticu pogledajte Ema Krška.
Sveta Ema je naselje u slovenskoj Općini Podčetrtku. Sveta Ema se nalazi u pokrajini Štajerskoj i statističkoj regiji Savinjskoj. 

## Stanovništvo
Prema popisu stanovništva iz 2002. godine naselje je imalo 178 stanovnika.